# Guivi Macharashvili
Guivi Macharashvili (en georgiano: გივი მაჭარაშვილი; Mtsjeta, 17 de mayo de 1997) es un deportista georgiano que compite en lucha libre.
Participó en los Juegos Olímpicos de París 2024, obteniendo una medalla de plata en la categoría de 97 kg.
Ganó dos medallas de bronce en el Campeonato Mundial de Lucha, en los años 2022 y 2023, y tres medallas de oro en el Campeonato Europeo de Lucha entre los años 2023 y 2025. En los Juegos Europeos de Minsk 2019 obtuvo una medalla de plata en la categoría de 125 kg.

## Palmarés internacional
| Juegos Olímpicos   | Juegos Olímpicos        | Juegos Olímpicos  | Juegos Olímpicos |
| Año                | Lugar                   | Medalla           | Categoría        |
| ------------------ | ----------------------- | ----------------- | ---------------- |
| 2024               | París (Francia)         | Medalla de plata  | 97 kg            |
| Campeonato Mundial |                         |                   |                  |
| Año                | Lugar                   | Medalla           | Categoría        |
| 2022               | Belgrado (Serbia)       | Medalla de bronce | 97 kg            |
| 2023               | Belgrado (Serbia)       | Medalla de bronce | 97 kg            |
| Juegos Europeos    |                         |                   |                  |
| Año                | Lugar                   | Medalla           | Categoría        |
| 2019               | Minsk (Bielorrusia)     | Medalla de plata  | 125 kg           |
| Campeonato Europeo |                         |                   |                  |
| Año                | Lugar                   | Medalla           | Categoría        |
| 2023               | Zagreb (Croacia)        | Medalla de oro    | 97 kg            |
| 2024               | Bucarest (Rumania)      | Medalla de oro    | 97 kg            |
| 2025               | Bratislava (Eslovaquia) | Medalla de oro    | 97 kg            |